# Publio Memmio Regolo
Publio Memmio Regolo (in latino: Publius Memmius Regulus; 12 a.C. circa – Roma?, 61) è stato un magistrato romano, console dell'Impero romano.

## Biografia

### Origine
Con ogni probabilità homo novus, Regolo, figlio di Publio, ha interessato la critica a partire dalla sua origine. In origine ritenuto italico, se non persino di estrazione antico-romana o latina, Regolo è stato considerato come proveniente dalla Gallia Narbonese a partire da un'ipotesi di Ronald Syme basata su un'iscrizione proveniente dalla colonia narbonese di Ruscino, che testimonia gran parte della carriera di Regolo e soprattutto il suo patronato della città: secondo Syme, la mancanza di incarichi ricoperti da Regolo nella zona narbonese renderebbe impossibile spiegare il suo legame di patronato con Ruscino, a meno di non ipotizzare, appunto, una sua origine narbonese. La critica successiva ha per lungo tempo oscillato tra le due ipotesi, finché un recente contributo di Maurizio Giovagnoli non ha gettato una certa luce sull'origine di Regolo: un'epigrafe recentemente ristudiata in onore del figlio di Regolo attesta per lui - e quindi anche per il padre Regolo - come tribù di appartenenza la Galeria, presente solo sporadicamente in Gallia Narbonese; in unione a ritrovamenti recenti che attestano l'appartenenza alla tribù Galeria in età tardo-repubblicana/proto-imperiale di due rami della gens Memmia, dei quali uno conosce il praenomen Publio, è possibile definire con una certa probabilità l'origine italica di Regolo, di cui rimangono però forti legami con la Gallia Narbonese.

### Inizi di carriera sotto Tiberio
L'iscrizione di Ruscino, unita ad un'altra epigrafe da Roma ricostruita come in onore di Regolo, permettono di ricostruirne la carriera, anche se la critica non è del tutto concorde sulle integrazioni dei due documenti. Regolo sembra essere stato questore (secondo le ultime ricostruzioni, non più questore personale di Tiberio come si pensava in precedenza), edile, pretore, probabilmente legato di legione e infine proconsole di una provincia del popolo di rango pretorio (forse proprio la Gallia Narbonese, dove avrebbe stretto legami di patronato con Ruscino). Forse fu già dopo la pretura che Regolo fu ammesso negli importanti collegi sacerdotali dei septemviri epulonum e dei sodales Augustales.

### Consolato e caduta di Seiano
Gli incarichi successivi di Regolo sono meglio noti, e testimoniano grande vicinanza alla famiglia imperiale. Regolo arrivò a ricoprire il consolato tra ottobre e dicembre del 31, sostituendo il nobilissimo Fausto Cornelio Silla al fianco di Lucio Fulcinio Trione: fu a pochi giorni dal suo ingresso in carica, il 18 ottobre, che il potente prefetto del pretorio Seiano andò incontro alla sua rovina.
Regolo ebbe un ruolo fondamentale nella caduta di Seiano. Tiberio aveva assoldato l'aiuto del nuovo prefetto del pretorio Quinto Nevio Cordo Sutorio Macrone e del nuovo prefetto dei vigiles Publio Grecinio Lacone, e Macrone, la sera tra 17 e 18 ottobre, mise a parte dei piani del princeps proprio Regolo, preferito al collega Trione, amico di Seiano. Il 18 ottobre, Seiano, alla notizia di una lettera da Capri, entrò nel tempio di Apollo, dove si era riunito il senato, tra le congratulazioni dei senatori, aspettandosi di vedersi conferita la tribunicia potestas che lo avrebbe reso erede di Tiberio. I consoli (forse proprio Regolo) diedero lettura della lettera da Capri, mentre Macrone persuadeva i pretoriani a passare dalla sua parte e Lacone schierava i vigiles attorno al tempio. Man mano che la lettera, esordita sotto i migliori auspici, proseguiva, il linguaggio di Tiberio si fece sempre più negativo arrivando a chiedere la messa in custodia di Seiano mentre i senatori iniziavano a bersagliarlo di insulti e a circondarlo: Regolo gli intimò di avvicinarsi, mentre Lacone gli si affiancò. Regolo, senza predisporre un vero e proprio processo, si limitò a chiedere il consenso di un solo senatore per tradurre Seiano nel carcer Tullianum, dove, secondo la votazione del senato nuovamente riunito nel Tempio della Concordia, venne strangolato e buttato dalle scalae Gemoniae.
La caduta di Seiano ebbe importanti conseguenze per Regolo, anche a brevissimo termine: alla fine del 31, il collega console Trione accusò Regolo di lentezza nel trovare e condannare i seguaci di Seiano, al che Regolo, secondo Tacito modesto quando non veniva attaccato, rispose cercando persino di intentare un processo contro Trione per vera e propria complicità con il defunto prefetto; probabilmente è in questa temperie che si colloca l'episodio, se autentico, della cacciata di Regolo da Capri, forse perché sospettato, nonostante il suo ruolo del 18 ottobre, da Tiberio dopo le accuse di Trione. All'inizio dell'anno successivo, il 32, i due consoli uscenti avevano placato le loro discordie: al tentativo di Decimo Aterio Agrippa di rintuzzare lo scontro, Trione propose di lasciare il passato al passato mentre Regolo rispose di poter ancora aspettare per accusare il collega, ma il parere del consolare Quinto Sanquinio Massimo di evitare di disturbare il princeps con tali inezie spense la questione.

### Legatus Augusti pro praetorein Acaia, Macedonia e Mesia
Regolo, in breve tempo, riconquistò definitivamente la fiducia, se mai incerta o perduta, di Tiberio: alla morte di Gaio Poppeo Sabino nel 35, Regolo fu infatti messo a capo del grande conglomerato delle province di Acaia, Macedonia e Mesia, con gli eserciti di quest'ultima, che Tiberio aveva unito sotto il comando del legatus Augusti pro praetore di rango consolare Sabino già nel 15. Regolo mantenne questa carica fino al 44, quando l'Acaia e la Macedonia ritornarono sotto l'amministrazione senatoria e la Mesia passò ad Aulo Didio Gallo. Regolo fu onorato dalle città greche, nelle quali fu accompagnato dal figlio, con numerosissime statue e dediche, di cui è giunta traccia fino a oggi, durante tutta la lunga durata del suo mandato che si estese quindi su tre principati (Tiberio, Caligola e Claudio): benemerito alle città della Grecia centrale, molti greci presero il nome da lui, così come anche prese da lui il nome un portico di Corinto, evidentemente da lui eretto, la Stoà Reglianè.

### Sotto Caligola
Durante il suo mandato, Regolo fu, nell'autunno-inverno del 38, richiamato a Roma dalle sue province perché il princeps Caligola, avendo sentito parlare della grande bellezza della nonna della moglie di Regolo, Lollia Paolina, aveva deciso di sottrarla al marito per sposarla con rito ateniese: Regolo cedette così Lollia a Caligola facendole da padre al momento delle nozze, ma Caligola entro un anno la ripudiò, ma la donna non sembra essere tornata dal precedente marito. Tuttavia, è ipotizzabile che Regolo sia stato ricompensato della perdita di Lollia con l'ammissione al collegio sacerdotale dei fratres Arvales, anche se la sua prima menzione nei riti dei confratelli è datata al 21 settembre del 38: durante il regno di Caligola, Regolo, che fu anche magister degli Arvali, partecipò sporadicamente ai loro riti, senza dubbio perché ormai ritornato nelle sue province.
Ritornato dunque nelle sue province orientali, è tramandato che Caligola, poco prima della sua morte, avesse richiesto a Regolo di organizzare il trasporto della statua di Zeus Olimpio di Fidia dal tempio di Olimpia a Roma, ma che Regolo, interponendo delle scuse poi confluite nei presagi indicanti la morte del princeps, avesse rinviato il trasferimento del capolavoro ed evitato la morte imposta da Caligola grazie all'assassinio di lui: l'aneddoto ben si addice alla imitatio Iovis degli ultimi anni di Caligola, ma il mancato spostamento della statua potrebbe forse indicare che l'episodio non sia, in realtà, mai avvenuto. In ogni caso, sembra che Regolo avesse nutrito un'avversione nei confronti del princeps che potesse favorire lo sviluppo della definitiva congiura contro di lui.

### Incarichi sotto Claudio
Una volta rientrato a Roma nel 44, Regolo fu nominato per sorteggio proconsole della provincia d'Asia, durante il quale fu accompagnato sempre dal figlio e fu nominato patrono di Pergamo. Il suo mandato deve collocarsi sicuramente dopo il 47 giacché un'epigrafe che lo ricorda presenta le litterae Claudianae introdotte in quell'anno: Regolo è stato dunque collocato in Asia tra 48 e 49. Un nuovo studio da parte di Ronald Syme di un'iscrizione di Tusculum precedentemente attribuita a Tito Clodio Eprio Marcello ha portato tuttavia ad ipotizzare tre importanti modifiche alla carriera di Regolo: una sua adlectio inter patricios durante la censura di Claudio e Lucio Vitellio nel 47/48, un mandato triennale come proconsole d'Asia tra 45 e 48 o tra 46 e 49, ma anche un mandato da legatus Augusti pro praetore di Spagna Tarraconense poco dopo il suo rientro dalla Grecia continentale, evidentemente tra 44 e 45 o tra 44 e 46.

### Ultimi anni e morte
Ritornato definitivamente a Roma tra 48 e 49, Regolo rimase tranquillamente in città, partecipando ai riti dei fratelli Arvali sicuramente negli anni 53, 55, 57, 58/59 e 60. Forse in quest'ultimo anno è da collocare l'ultimo episodio che lo vede protagonista: Nerone, una volta che era malato e quelli attorno a lui lo adulavano dicendo che la sua eventuale morte avrebbe portato alla fine dell'impero, rispose dicendo che lo stato avrebbe comunque avuto un sostegno saldo in Regolo. Indipendentemente dall'autenticità o meno dell'aneddoto, e in ogni caso riuscendo a sfuggire alle invidie che spesso circondavano persone apparentemente tanto stimate dai principes, Regolo ottiene un bel necrologio da Tacito:
(Tacito, Annales, XIV, 47, 1 [trad. Bianca Ceva, BUR].)

### Legami familiari
Regolo ebbe sicuramente almeno due mogli: la prima è ignota, ma da lei ebbe sicuramente il figlio Gaio Memmio Regolo, console ordinario del 63; la seconda fu invece, notoriamente, Lollia Paolina, che Regolo sposò molto giovane e che Tacito riporta avesse come motivo d'onore l'essere stata un tempo sposata con Regolo. Il matrimonio con Lollia univa Regolo ad un circolo illustrissimo di membri delle classi superiori romane: Paolina era infatti sorella di Lollia Saturnina, moglie di Decimo Valerio Asiatico, console suffetto del 35 e ordinario per la seconda volta nel 46, e figlia di Marco Lollio, figlio dell'omonimo console ordinario del 21 a.C., e di Volusia, sorella del console suffetto del 3 Lucio Volusio Saturnino e figlia del ricco console suffetto del 12 a.C. e probabilmente cugino di Tiberio e Druso minore, Lucio Volusio Saturnino, e di Nonia Polla, figlia di Lucio Nonio Asprenate, console suffetto nel 36 a.C., e sorella di Lucio Nonio Asprenate, amico di Augusto e marito di Quintilia, sorella del console del 13 a.C. Publio Quintilio Varo, da cui ebbe come figli Lucio Nonio Asprenate, console suffetto del 6 e genitore, insieme a una Calpurnia, dell'omonimo console suffetto del 29, e Sesto Nonio Quintiliano, console ordinario dell'8 e genitore, insieme a una Sosia, dell'omonimo console suffetto del 38.